# Conakry Kas
Pour plus de détails, voir Fiche technique et Distribution.
Conakry Kas est un film documentaire malien réalisé en 2004.

## Synopsis
Dès 1958, année de l'indépendance de la Guinée, la révolution culturelle mise en place par Sékou Touré, premier président de la république de Guinée, bat son plein et attire de nombreux intellectuels et artistes de la diaspora, dont Harry Belafonte, connu aussi pour son action progressiste. En 2003, Manthia Diawara fait visiter Conakry à son ami Danny Glover, comédien et fervent défenseur des droits de l’homme. En allant à la rencontre de ceux qui donnent à la ville son identité, les héros urbains, le réalisateur cherche à savoir ce qu'il reste de ce mouvement qui avait propulsé la Guinée sur le devant de la scène artistique et politique ; mais aussi de quelle manière émerge, aujourd'hui, la ville moderne de Conakry. Quelles sont ses réponses face à la mondialisation ?

## Fiche technique
- Réalisation : Manthia Diawara
- Production : K’a Yéléma Productions
- Scénario : Manthia Diawara
- Image : Arthur Jaffa
- Son : Jean-Paul Colleyn
- Montage : Sikay Tang, Harry Kafka

## Récompenses
- Zanzibar International Film Festival
- Tanzania 2004
- Fespaco 2005